# هراتس كرالوفه
نادي هراتس كرالوفه هو نادي كرة قدم في التشيك تأسس في 1905.